# Cratere Mansur
Mansur  è un cratere sulla superficie di Mercurio.